# Andrea Falconieri
Andrea Falconieri albo Falconiero (ur. 1585/86 w Neapolu, zm. 29 lipca 1656 tamże) – włoski kompozytor, śpiewak, lutnista i lutnista basowy.

## Życiorys
Pochodził prawdopodobnie z Neapolu lub Hiszpanii. Był nadwornym muzykiem na dworach szlacheckich Modeny, Parmy, Genui i prawdopodobnie Florencji. W latach 1616 i 1620 skomponował sześć cykli pieśni i jeden motetów. W latach 1621 i 1628 podróżował do Francji i Hiszpanii, gdzie także mieszkał. Powrócił do Włoch w 1628 na ślub Małgorzaty Medycejskiej i księcia Parmy Edwarda I. Następnie osiadł w Neapolu, gdzie od 1639 był nadwornym muzykiem na dworze króla. Zmarł podczas epidemii dżumy.

## Twórczość
Jego prace obejmują motety, madrygały, villanelle i kompozycje instrumentalne. Pośród jego zachowanych dzieł można wymienić Pierwszą księgę pieśni, symfonie, fantazje, kaprysy, sonaty na skrzypce i altówkę. W dziełach łączył włoski styl z hiszpańskim. Przed 1650 skomponował wiele utworów inspirowanych słynnym i niezwykle płodnym tematem folii.